# Lucio Furio Medullino (console 474 a.C.)
Lucio Furio Medullino, in latino Lucius Furius Medullinus (fl. V secolo a.C.), è stato un politico romano del V secolo a.C.

## Biografia
Lucio Furio apparteneva al ramo Medullino della nobile gens Furia, un'antica gens patrizia di Roma.
Nel 474 a.C. venne eletto console con Aulo Manlio Vulsone.
Il Senato chiese che uno dei consoli marciasse contro i Veienti per condurre la guerra contro di essi e la sorte affidò il compito ad Aulo Manlio a cui, ben presto, la città assediata di Veio chiese la fine delle ostilità, che venne accordata.
Ristabilita la pace, nello stesso anno si svolse il censimento della popolazione che fu valutata in circa 103 000 unità.
L'anno successivo il tribuno della plebe Gneo Genucio citò in giudizio entrambi i consoli per essersi rifiutati di procedere alla distribuzione di terre ai cittadini poveri come promesso dal Senato. Ma il giorno fissato per lo svolgimento del processo il tribuno fu trovato morto in casa, senza che sul cadavere vi fossero segno evidenti di violenza; la sua assenza impedì lo svolgimento del processo, che fu di fatto annullato.